# Hemicyclaspis
Hemicyclaspis is een geslacht van uitgestorven kaakloze vissen uit de klasse Agnatha. Het geslacht leefde tijdens het Vroeg-Devoon en Siluur.

## Kenmerken
Hemicyclaspis (wat halfrond schild of halfronde plaat betekent) is nauw verwant aan Cephalaspis, die leefde in het Devoon in wat nu Europa en Noord-Amerika is. Hemicyclaspis had een zwaar gepantserd, schopvormig kopschild. Er wordt gedacht dat het een betere zwemmer was dan de meeste van zijn familieleden vanwege zijn krachtige heterocercale staart, stabiliserende rugvin en de kielvormige hydrodynamische randen van zijn kopschild. Hemicyclaspis foerageerde waarschijnlijk op de oceaanbodem naar voedsel. Hemicyclaspis bereikte een lengte van dertien centimeter en zou zich waarschijnlijk hebben gevoed met deeltjes uit de modderige zeebodem. Door de ogen boven op de kop kon dit dier uitkijken voor roofdieren.

## Leefgebied
Kaakloze vissen zoals Hemicyclaspis worden veel gevonden in zoetwaterafzettingen. Het leefgebied was het huidige Europa, voornamelijk Engeland.